# Giovanni Carlo Bevilacqua
Giovanni Carlo Bevilacqua, a volte indicato come Gian Carlo (Venezia, 1775 – Venezia, 28 agosto 1849), è stato un pittore italiano.

## Biografia
Nato da una famiglia di modeste origini, ebbe tuttavia una buona educazione artistica grazie alle conoscenze altolocate dei genitori. Allievo di Ludovico Gallina e di Francesco Maggiotto, discepolo del Piazzetta, destò, giovanissimo, l'ammirazione del duca Ferdinando dopo aver vinto un premio ad un concorso bandito dall'Accademia di Parma. Restò tuttavia sempre legato a Venezia e all'Accademia locale, di cui divenne docente.
Fu molto attivo durante il dominio di Napoleone (affrescò per lui, tra l'altro, le Procuratie e villa Pisani di Stra). Più tardi si dedicò alla realizzazione di opere per privati e per alcune parrocchiali, sempre in ambito veneto, per un totale di almeno 900 dipinti.
Della sua vita e delle sue opere si è potuto apprendere molto da una sua Autobiografia del 1848.